# Марі Ківініемі
Ма́рі Йоганна Кі́вініемі (фін. Mari Johanna Kiviniemi; *27 вересня 1968, Сейняйокі, Фінляндія) — фінська політична діячка, прем'єр-міністерка Фінляндії (від 22 червня 2010 до 22 червня 2011). Голова партії Фінляндський центр (2010—2012). Фахівчиня з державного будівництва.

## Біографія
Народилася у невеличкому протестантському місті Сейняйокі, у простій родині фермера. Росла у цій же провінції — Південна Пог'янмаа, яка межує зі шведськомовними районами Фінляндії. Відвідувала школу в сусідньому місті Ялас'ярві.
Вступила до Гельсінського університету 1988, де вивчала економіку та політологію. Володіє фінською, шведською та англійською мовою.

## Політична діяльність
Політичну кар'єру почала 1991 року, вперше ставши кандидаткою до Едускунта (парламенту Фінляндії) від партії «Кескуста». Депутаткою стала лише 1995 року (набрала 9,350 голосів у рідній провінції), попрацювавши лідеркою студентської організації партії.
Кар'єрне зростання прийшло не відразу. Але 2005 вже обіймала посаду міністерки зовнішньої торгівлі та розвитку, а з 19 квітня 2007 — міністерка муніципального та регіонального розвитку. Також радниця прем'єр-міністра Матті Ванганена з питань економічної політики.
Через відставку Матті Ванганена оголошено нові вибори лідера партії «Кескуста». 12 червня 2010, на з'їзді у м. Лагті, Ківініемі обрана її головою («Кескуста» формує правоцентристську урядову коаліцію). 18 червня, на партійних виборах кандидата на посаду прем'єра, вона обійшла на кілька голосів міністра промисловості Маурі Пеккарінена (інші кандидатури — міністр торгівлі Пааво Вяюрюнен, депутат парламенту Тімо Кауністо).
Кандидатуру партії «Кескуста» на посаду прем'єра підтримали всі члени коаліції:
- Національна коаліційна партія;
- Шведська народна партія;
- Спілка зелених.

22 червня 2010, за поданням Президента Тар'ї Галонен, Ківініемі стала другою жінкою в історії Фінляндії, яка обійняла посаду прем'єр-міністра (перша — Аннелі Тууліккі Яаттеенмякі). Ківініемі виконувала обов'язки голови уряду до нових парламентських виборів, які відбулися у квітні 2011.
Перший крок на посаді голови уряду — підтримка ідеї побудови нових ядерних реакторів, які випустять компанії Teollisuuden Voima (TVO) та Fennovoima. Парламент схвалив ініціативу Ківініемі (за винятком Спілки зелених).

## Український напрямок
Прем'єр-міністр України Микола Азаров привітав Марі Ківініемі з призначенням на посаду Прем'єр-міністра Фінляндської Республіки. В офіційних заявах самої Ківініемі немає згадок про Україну. Але її політика щодо Києва вочевидь збереже контури її попередника — Матті Ванганена: поміркований скепсис із пошуком ринків збуту для фінських компаній (хімія, деревообробка, енергоощадження, високі технології) на українському ринку.
Перші офіційні візити Ківініемі — до Швеції та Естонії.

## Особисте життя
1996 року 29-річна Ківініемі одружилася з підприємцем Юга Лоугівуорі, який мав у першому шлюбі двох дітей. 1977 року народила дочку Ганну, 2000 — сина Антті. Захоплюється класичною музикою, має базову музичну освіту (фортепіано та флейта). Займається бігом, лижами, роликами. Має посвідчення професійної мисливиці, що використовує в політичній діяльності (зокрема, обіцяла запросити прем'єра РФ В. Путіна на полювання на лося).